# 道明·巴尔托卢奇
道明·巴尔托卢奇（義大利語：Domenico Bartolucci；1917年5月7日—2013年11月11日）是意大利音乐家，天主教会枢机。
巴尔托卢奇在意大利圣洛伦佐镇出生，于1939年12月23日晋铎。他曾於1956年至1997年期间担任西斯汀小堂合唱团指挥。教宗本笃十六世於2010年11月20日將他册封为枢机。

## 牧徽

道明·巴尔托卢奇枢机牧徽